# رادس
رادس (به عربی: رادس) شهری در استان بن عروس کشور تونس است که جمعیت آن در سرشماری سال ۲۰۰۴ میلادی ۴۴٫۸۵۷ نفر بوده‌است.